# Henrik Larsson (skådespelare)

För andra personer med samma namn, se Henrik Larsson (olika betydelser).  
Nils Magnus Henrik Larsson, född 10 juni 1977 i Växjö domkyrkoförsamling i Kronobergs län i Småland, är en svensk skådespelare och författare. Han är bror till Lisa Larsson.
Henrik Larsson medverkade som skådespelare i Alla vi barn i Bullerbyn där han spelade karaktären "Bosse".
Henrik Larsson har hittills släppt en bok i Sverige som heter "Kungen i kommunen".
Han är bosatt i Hollywood i Los Angeles sedan 1999, där han främst är aktiv som författare men även inom skådespeleri.

## Filmografi
- 1986 – Alla vi barn i Bullerbyn
- 1987 – Mer om oss barn i Bullerbyn
- 1995 – När sommaren kommer till Bullerbyn/Vilken smäll va
- 2003 – Ghost Rock
- 2011 – Hollywood Whores
- 2013 – Summoned